# Astyanax atratoensis
Astyanax atratoensis är en fiskart som beskrevs av Eigenmann, 1907. Astyanax atratoensis ingår i släktet Astyanax och familjen Characidae. Inga underarter finns listade.